# Линдская храмовая хроника

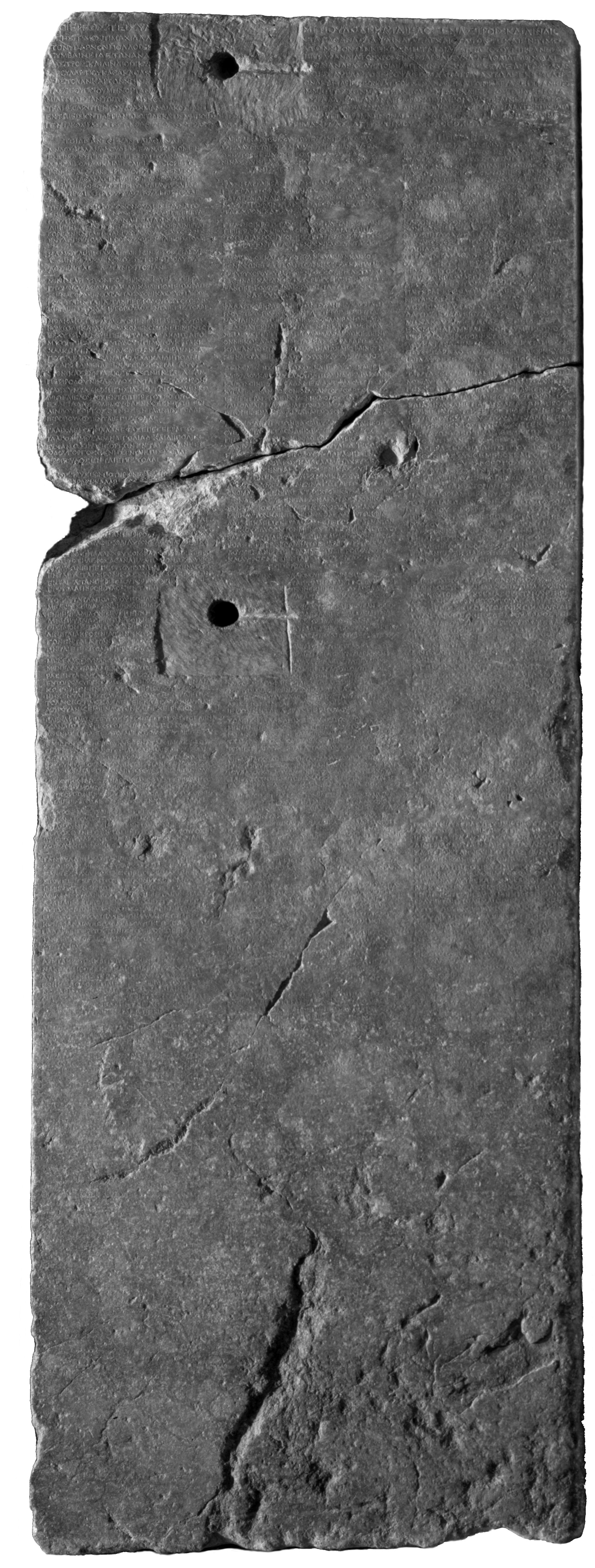

Линдская храмовая хроника — это мраморная стела, воздвигнутая в 99 году до н. э. на акрополе Линда (о. Родос) с длинной надписью, содержащей перечень даров, поднесенных в храм Афины Линдии. Стела найдена датскими археологами в начале XX в. и впервые опубликована в 1912 году Х. Блинкенбергом.

## Общая характеристика памятника
Данный текст представляет собой одну из самых длинных надписей, дошедших до нас от эллинистической эпохи. В большей своей части текст сохранился. Надпись состоит из трёх частей. В первой содержатся некоторое детали постановления народного собрания об установке стелы. Вторая, и самая длинная, представляет собой перечень приблизительно 40 даров, поднесенных Афине Линдии как героями мифических времён (включая эпомина Линда, Геракла, Елену, Менелая), так и деятелями исторического прошлого (включая Александра Великого, Пирра, Филиппа V).
Описание этих подношений сделано более или менее формализованным языком: указывается имя жертвователя, сам дар (иногда с упоминанием материала, из которого он изготовлен), цитируется надпись на подношении (если таковая имеется) и, наконец, указываются «источники», которые упоминают или описывают подношения, не сохранившиеся ко времени установки стелы, дабы ни у кого не оставалось сомнений, что такие дары действительно были когда-то поднесены богине. Все такие свидетельства носят литературный характер, большинство из них — это местные родосские хроники (сообщаются авторы и названия произведений, причём из известных писателей фигурирует только Геродот и только единожды), а также письма жрецов к городскому Совету.
В третьей части надписи рассказывается о трех эпифаниях (богоявлениях) Афины, случившимся в этом храме в те времена, когда народ Линда остро нуждался в её помощи. Первая такая эпифания случилась в эпоху греко-персидских войн.

## Место хранения надписи
Линдская храмовая хроника хранится в Национальном музее Дании (Копенгаген).